# Vestarca

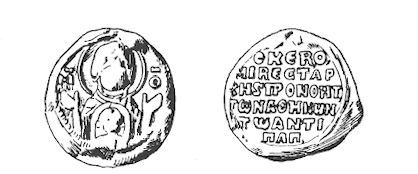
Sello de Miguel Antipapos, vestarca y pronoeta de Atenas.

El vestarca (en griego: βεστάρχης) fue una dignidad honorífica bizantina en uso desde finales del siglo X hasta principios del siglo XII.
El término vestarca significa «maestre de los vestes», otro grupo de dignatarios de la corte superior. Etimológicamente, estos términos están relacionados con el vestario, el vestuario imperial, pero a pesar de intentos anteriores (cf. Bréhier) de conectar a los vestes o vestarcas con los funcionarios del vestario, tal relación no parece haber existido.
Se menciona por primera vez en el Escorial Taktikon, una lista de cargos y títulos de la corte y su precedencia compilada en la década de 970. Inicialmente, estaba restringido a los eunucos superiores de la corte, pero después de mediados del siglo XI pasó a concederse también a los oficiales superiores. Entre sus poseedores se encontraban generales famosos como Miguel Burtzes, Nicéforo Meliseno y posiblemente también los futuros emperadores bizantinos Nicéforo Botaniates y Romano Diógenes, pero también algunos altos funcionarios judiciales de Constantinopla. En la jerarquía palaciega, se situó entre el título de magistro y el de vestes, pero se devaluó con la inflación general de las recompensas durante las últimas décadas del siglo XI: hacia el cambio de siglo, el nuevo título de protovestarca (en griego: πρωτοβεστάρχης) está documentado como otorgado a jueces y notarios. Ambos títulos aparecen a principios del siglo XII, pero aparentemente dejaron de utilizarse por completo poco después.